# 朝倉正昭
朝倉 正昭（あさくら まさあき、1941年3月28日 - 2020年3月15日）は、日本の教育学者、国士舘大学体育学部名誉教授、元同大学学長。専門分野は体育科教育学。学位は体育学（学士）、経済学（学士）。

## 来歴・人物
鹿児島県姶良郡蒲生町出身。鹿児島県立加治木高等学校卒業。1963年3月、国士舘大学体育学部卒業。1967年3月国士舘大学政経学部二部卒業。
1963年より国士舘大学体育学部助手、1970年より講師、1973年より助教授。1986年より国士舘大学体育学部教授。1992年国士舘大学体育学部教務主任、同年日本体育学会体育科教育学専門分科会理事長、1996年日本体育科教育学会理事長、2000年国士舘大学体育学部附属体育研究所長、2003年全日本学生体操連盟会長、2004年国士舘大学生涯学習センター長、2006年国士舘大学学生部長、2007年国士舘大学就職センター長を歴任し、2009年12月より国士舘大学学長。2013年国士舘大学名誉教授。
また、1996年アトランタオリンピックとシドニーオリンピックの新体操監督をつとめた。2006年藍綬褒章受章、2018年瑞宝中綬章受章。
2020年3月15日永眠。78歳没。

## 所属学会等
- 日本体育学会
- 日本スポーツ方法学会
- 日本スポーツ法学会
- 日本体育科教育学会
- 日本ゴルフ学会